# Högbåtsman

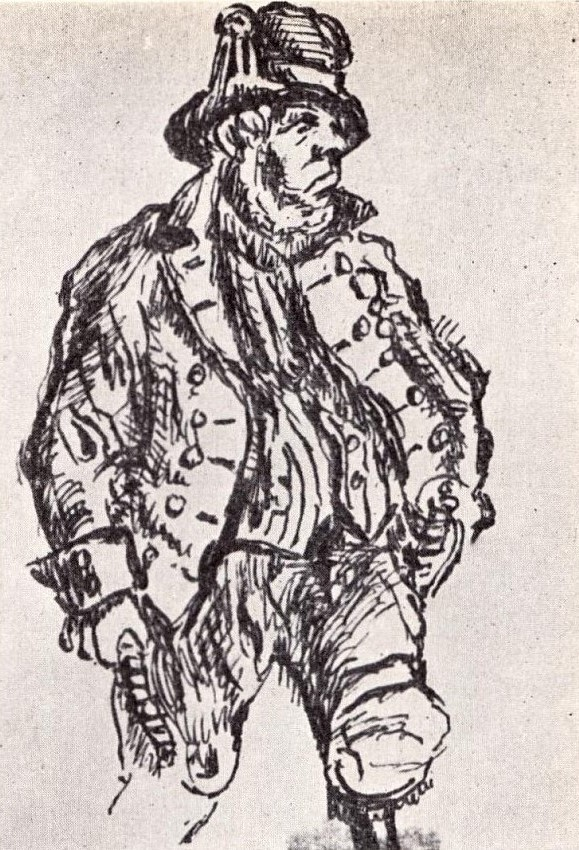
Johan Dunder, högbåtsman på linjeskeppet Dristigheten under Gustav III:s ryska krig 1788–90. Teckning av okänd konstnär.

Högbåtsman var en underofficersgrad inom svenska flottan från 1767 till 1823 och en underbefälsgrad 1925-1972. 

## Den äldre högbåtsmannagraden
Högbåtsmännen utsågs bland sjömän i örlogsflottan, inte minst bland båtsmännen. De tjänstgjorde som skepparnas (det vill säga de högre underofficerares) närmaste män. På smärre fartyg fanns en eller två högbåtsmän, på större fartyg fler. 
Enligt Kungl. Maj:ts sjöreglemente av år 1741 skulle högbåtsmannen vid allt skeppsarbete vara den förste till och den siste ifrån. Honom tillhör således att vara en god sjöman, stark till kroppen, hurtig, behjärtad, oförtruten, hava högt målföre och tilltagsen i allt skeppsarbete. Han skulle vara något kunnig i segelmakeri, ha uppsikt över transporter med skeppsbåtarna till och från land, vaka över tackling, segel och rår. Vid seglens tillsättande, uti loverande och andra vändningar ställer alltid högbåtsmannen sig för hand och sjunger upp, på det manskapet må kunna dra enhälligt. Under strid skulle han vara till hands på övre däcket och även i riggen, agera oförskräckt vid äntring och om så krävdes även ställa sig vid kanonerna.

## Den yngre högbåtsmannagraden
Högbåtsman blev 1925 benämningen för de korpraler vilka anställdes som långtjänstunderbefäl. Flottans korpraler hade då tjänsteställning som furir av 2. klassen i armén. När flottans korpralstitel 1940 ändrades till furir, fick högbåtsman samtidigt tjänsteställning över denna grad, dvs. samma tjänsteställning som den några år senare införda överfurirsgraden i flygvapnet och armén. 
Förste högbåtsman infördes 1960 som flottans motsvarighet till rustmästare.